# Dalbergia melanoxylon
Pour les articles homonymes, voir Grenadille (homonymie).
Espèce
Classification phylogénétique
Statut de conservation UICN

 NT  : Quasi menacé
Dalbergia melanoxylon est une plante à fleurs de la famille des fabaceae. C'est un arbre originaire des régions saisonnièrement sèches d'Afrique situées entre l'est du Sénégal, l'Érythrée et le sud du Transvaal en Afrique du Sud.
C'est un petit arbre de 4 à 15 m de haut, à l'écorce grise et épineuse, au feuillage caduc, aux feuilles pennées de 6 à 22 cm de long, avec 6 à 9 folioles alternées. Les fleurs sont blanches, disposées en grappes denses. Le fruit est une gousse de 3 à 7 cm de long contenant une ou deux graines.

## Autres noms connus
En français
- Grenadille d'Afrique, grenadille du Mozambique, ébène du Mozambique.

En anglais
- African Blackwood, African Ebony, African Grenadilo, Banbanus (babanus), Ebene, Granadilla (grenadilla), Mpingo, Pau Preto, Poyi, Zebrawood et autres emprunts lexicaux à des dialectes anglais locaux.

## Répartition
On le rencontre essentiellement en Afrique dans les pays localisés dans les régions Sud et centre Afrique dont (liste non exhaustive) :
- Angola
- République du Congo
- République démocratique du Congo
- Kenya
- Mozambique
- Tanzanie
- Sénégal
- Éthiopie
- Soudan
- Ouganda
- Zambie
- Afrique du Sud
- Botswana
- Côte d'Ivoire
- Tchad
- Nigéria
- Zimbabwe
- Namibie

## Caractéristiques, propriétés et utilisation

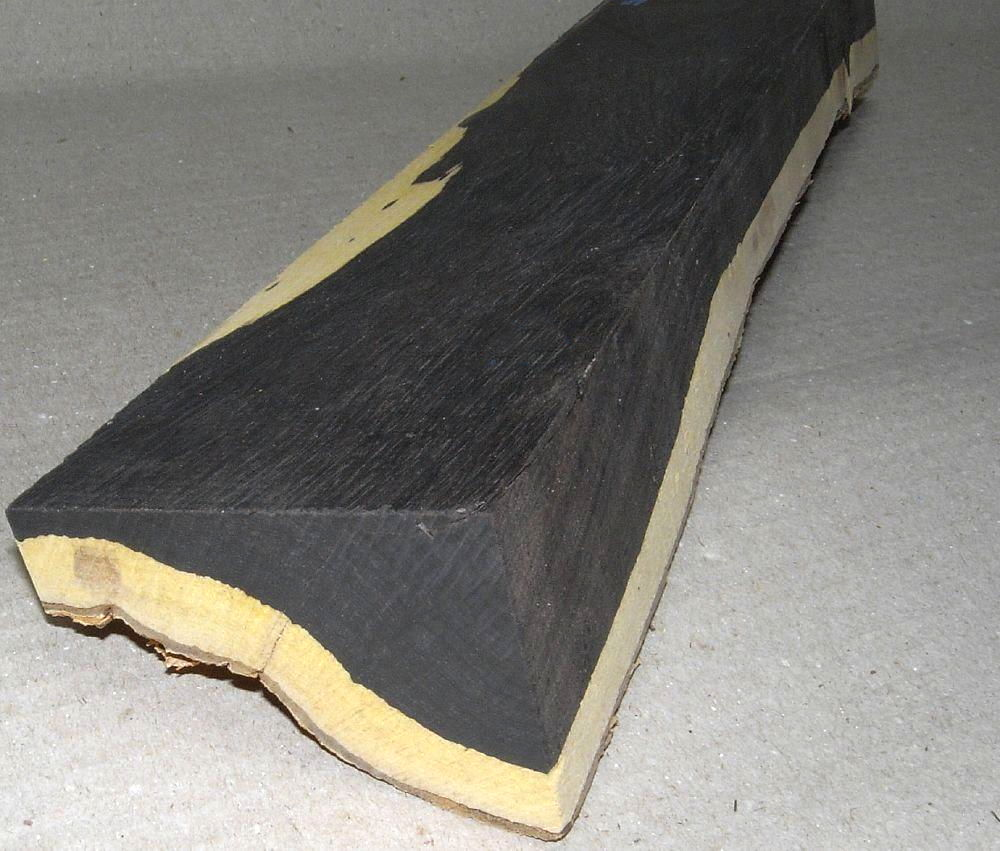

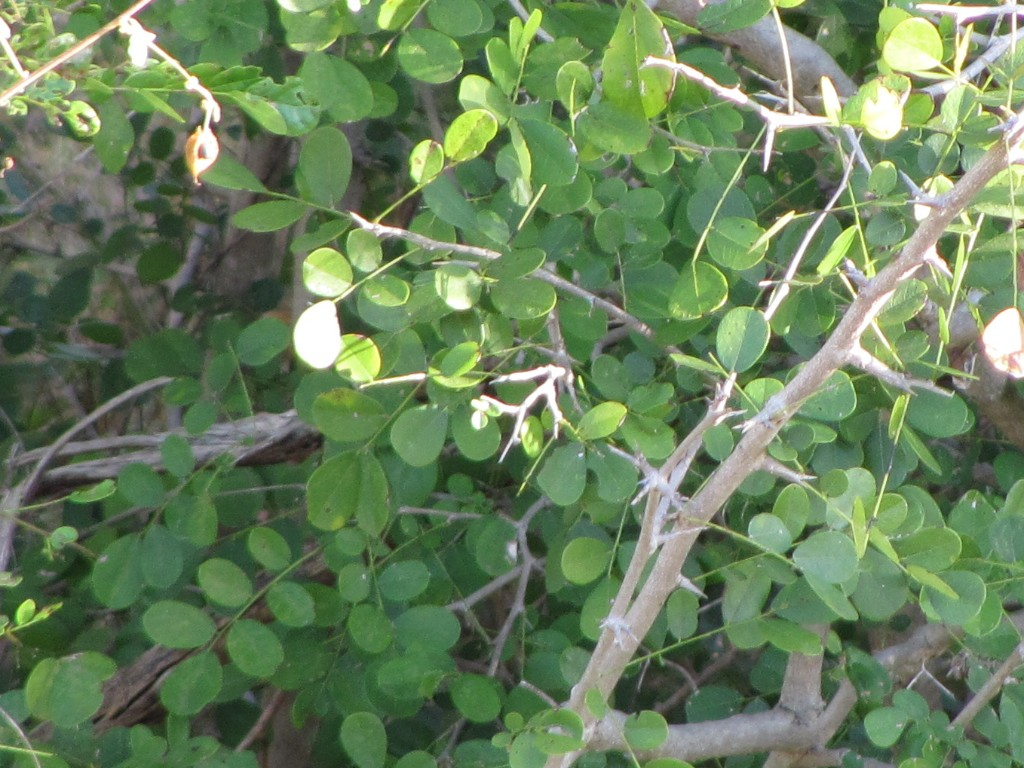

Son bois, dense et lustré, possède des couleurs variant entre le rougeâtre et le noir pur. Il est généralement débité en billes ou blocs de petites dimensions et son duramen, séparé de son aubier blanc-jaune lumineux bien délimité, est mis longuement à sécher afin de prévenir l'apparition de fissures. La grenadille de qualité « A » atteint des prix élevés sur le marché du bois.
Les qualités sonores de la grenadille du Mozambique sont particulièrement appréciées dans la fabrication des instruments à vent, principalement celle des clarinettes, hautbois, traverso (flûte traversière baroque), flûte traversière, piccolos, cornemuses, ou encore celle des encoches de quenas haut de gamme. Les fabricants de meubles de l'Égypte antique connaissaient la valeur de ce bois. La société allemande de coutellerie Wüsthof a commencé à commercialiser une série de couteaux avec un manche en grenadille en raison des qualités hydrofuge du bois. Gresso, fabricant de téléphones cellulaires basé en Russie, a récemment commencé à vendre des téléphones portables de luxe dont le boîtier est composé de grenadille d'Afrique.
Bien que son nom commercial reste parfois ébène du Mozambique, la grenadille d'Afrique n'est plus considérée comme une ébène, appellation désormais réservée à un nombre limité de bois produits par le genre Diospyros, plus fragiles et d'apparence plus mate. Le genre Dalbergia produit d'autres bois fameux comme les palissandres, le bois de rose, le bois de violette ou le cocobolo.

## Préservation
En raison de la surexploitation, l'arbre Mpingo est gravement menacé au Kenya et nécessite une surveillance en Tanzanie et au Mozambique. Les arbres sont récoltés à un rythme insoutenable, en partie à cause de la contrebande du bois au Kenya, mais aussi parce que l'arbre met plus de soixante ans pour parvenir à maturité.
Deux organisations sont engagées dans la préservation de la grenadille d'Afrique, le Mpingo Conservation Project et l'African Blackwood Conservation Project.
Le Mpingo Conservation Project (MCP) est impliqué dans la recherche, la sensibilisation et les pratiques de préservation de la grenadille d'Afrique. La conservation du Mpingo dans son habitat naturel peut être atteinte en veillant à ce que les populations locales vivant dans les zones de récolte reçoivent une part équitable des revenus créés, incitative à gérer l'habitat d'une manière respectueuse de l'environnement. Afin d'atteindre cet objectif MCP aide les communautés à obtenir la certification Forest Stewardship.
L'African Blackwood Conservation Project travaille autour du Kilimanjaro à la réimplantation d'arbres de grenadille d'Afrique et à l'éducation relative à sa préservation. Il travaille également avec des groupes d'adultes et de femmes à la promotion de l'utilisation écologiquement rationnelle des terres.
Des essais de petites plantations de la grenadille d'Afrique à Naples en Floride ont été couronnés de succès. Les conditions de croissance dans cette région donnent des arbres plus grands, plus gros ; la richesse du sol combinée avec de généreux apports nutritifs et la longue saison de croissance donne des bois de qualité supérieure.

### Source
- (en) Cet article est partiellement ou en totalité issu de l’article de Wikipédia en anglais intitulé « Dalbergia melanoxylon » (voir la liste des auteurs).